# Херши, Алфред
Алфред Дей Херши (англ. Alfred Day Hershey; 4 декабря 1908, Овоссо — 22 мая 1997, Сайоссет) — американский бактериолог и генетик, лауреат Нобелевской премии по физиологии и медицине в 1969 году (совместно с Максом Дельбрюком и Сальвадором Лурией) «за открытия, касающиеся механизма репликации и генетической структуры вирусов».
Член Национальной академии наук США (1958).

## Эксперимент Херши — Чейз
Эксперимент Херши — Чейз — классический эксперимент в истории биологии, который доказал, что генетическая информация находится в ДНК. Эксперимент состоял из серии опытов, которые были проведены в 1952 году американскими генетиками Алфредом Херши и Мартой Коулз Чейз. Хотя ДНК была известна ещё с 1869 года, ко времени эксперимента многие учёные считали, что наследственная информация находится в белках.

## Награды
- 1958 — Премия Альберта Ласкера за фундаментальные медицинские исследования, «For the discovery of the fundamental role of nucleic acid in the reproduction of viruses and in the transmission of inherited characteristics.»
- 1965 — Кимберовская премия
- 1969 — Нобелевская премия по физиологии или медицине, «За открытия, касающиеся механизма репликации и генетической структуры вирусов.»